# فعل معتل

نتائج إحصاء الأفعال الثلاثية مُوزَّعة على أنواعها الصرفية مع الأمثلة.

الفِعلُ المُعتَلُّ في اللغة العربية، هو الفعل الذي أحدُ أحرفه الأصلية حرف علَّة. مثل: وَقَفَ، قَالَ، سَعَى.
وأنواعُ الفعل المُعتَل أربعة، هي:
- الفعل المِثال: هو الفعل الذي أوَّله حرفُ علَّة، مثل: وَعَدَ، وَجَدَ.
- الفعل الأَجْوَف: هو الفعل الذي في وسَطه حرفُ علَّة، مثل: نامَ، قامَ.
- الفعل الناقص: هو الفعل الذي آخره حرفُ علَّة، مثل: دَعا، نَما.
- الفعل اللفيف: هو الفعل الذي فيه حرفا علَّة، وينقسم إلى نوعين:

1. لفيف مَقرُون (مَجمُوع): وهو ما اجتمع فيه حرفا علَّة دون أن يفرقَ بينهما حرفٌ صحيح.
مثل: أَوى، شَوى، رَوى، عَوى، لَوى.
2. لفيف مفروق: وهو ما كان فيه حرفا علَّة غير متجاورَين، يفرق بينهما حرفٌ صحيح.
مثل: وَقى، وَعى، وَدى، وَشى، وَأى، وصَّى، ولَّى.